# Traité d'Iași
 (février 2023).
Si vous disposez d'ouvrages ou d'articles de référence ou si vous connaissez des sites web de qualité traitant du thème abordé ici, merci de compléter l'article en donnant les références utiles à sa vérifiabilité et en les liant à la section « Notes et références ».
Traité de Koutchouk-Kaïnardji Traité de Bucarest
Le traité d'Iași ou traité de Jassy a été signé le 9 janvier 1792 (29 décembre 1791 selon le calendrier julien) à Jassy en Moldavie entre l'Empire russe et l'Empire ottoman. L'objectif du traité était de mettre fin à la septième guerre russo-turque déclarée par les Ottomans à la Russie en 1787 parce que cette dernière avait occupé le khanat de Crimée et le littoral septentrional de la mer Noire.

## Contexte
Lors de cette guerre, le sultan ottoman était soutenu par le Royaume-Uni. L'impératrice Catherine II de Russie s'était alliée l'Autriche et bénéficiait également de l'appui des hospodars phanariotes et de la noblesse des principautés de Moldavie et Valachie, qui étaient vassales de la « Sublime Porte » mais espéraient s'en délivrer.
Les troupes russes, menées par le général Alexandre Souvorov, furent accueillies en libératrices en Moldavie et remportèrent plusieurs victoires sur les Ottomans, dont la prise en 1790 de la forteresse d'Ismaïl, dans les bouches du Danube et réputée imprenable (la veille de sa reddition, son commandant ottoman proclama qu'« Ismaïl tombera lorsque les eaux du Danube rouleront à rebours »). Dès lors, l'armée de Souvorov se dirigea sur Constantinople à travers la Dobrogée et la Bulgarie, là encore acclamée par les populations chrétiennes. Dans l'impossibilité de redresser la situation militaire, le jeune sultan Selim III (1789-1807) fut contraint de demander la paix et de signer le traité à Jassy.

## Les clauses
L'Empire russe est représenté lors des négociations par le prince Grigori Potemkine puis, après son décès le 5 octobre 1791, par le prince Alexandre Bezborodko. L'Empire ottoman était représenté par le grand vizir Kodja Yusuf Pacha.
L'Empire ottoman reconnaissait par ce traité l'annexion en 1783, par l'impératrice Catherine II, du khanat de Crimée et de la province turque du Yédisan ainsi que la fondation par le prince Potemkine de la ville et de la base navale de Sébastopol en 1784. La Russie obtenait ainsi la forteresse d'Oçak (désormais Otchakov), située à l'embouchure et sur la rive droite du Dniepr, à environ 90 km à l'ouest de Kherson, et le littoral de la mer Noire entre le Boug méridional et l'embouchure du Dniestr. La frontière caucasienne entre les deux empires demeurait la rivière Koubane.

## Les suites

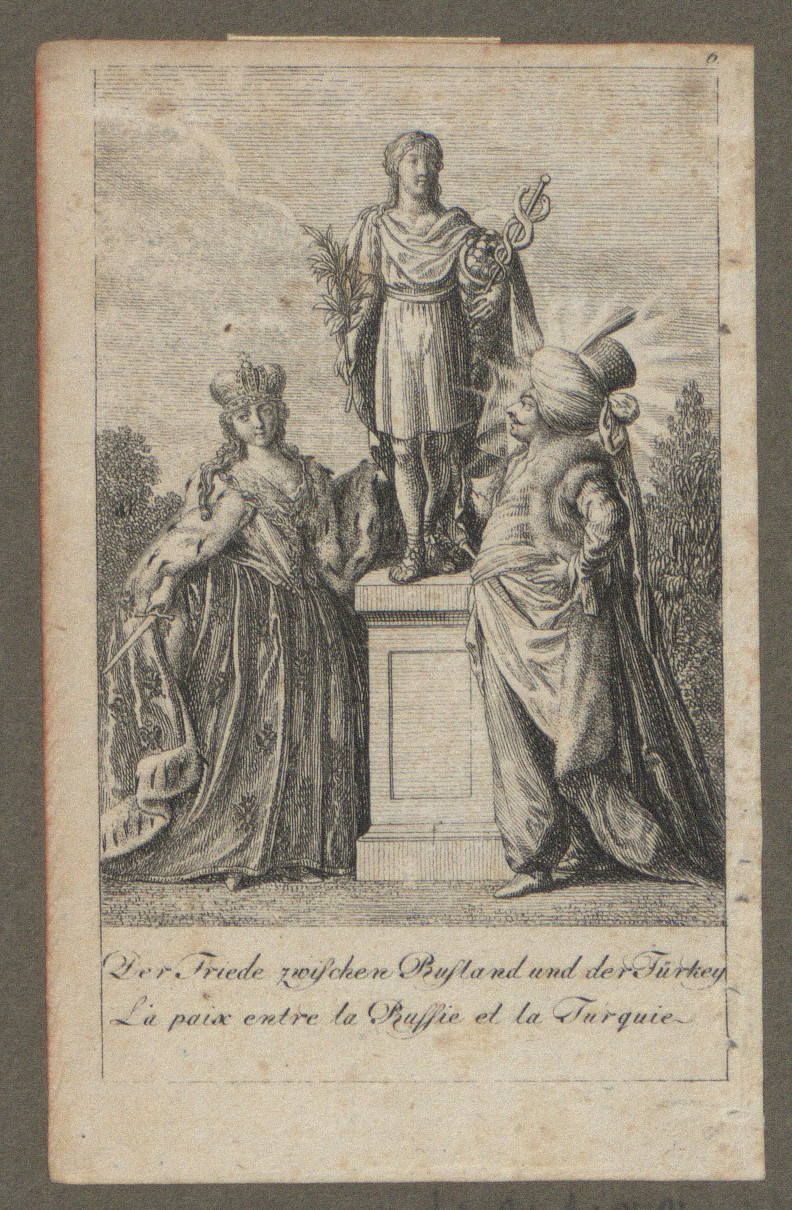
Illustration du traité d'Iași, 1792.

En revanche, la Russie renonçait, au grand dam des Valaques, des Bulgares, des Grecs et des Arméniens, à se mêler en tant que « protectrice » des affaires des chrétiens de l'Empire ottoman et se retirait de Moldavie et du Boudjak en rendant Ismaïl à l'Empire ottoman. Des échanges de populations eurent lieu : une partie des Tatars de Crimée furent expulsés vers l'Empire ottoman (Anatolie, Boudjak, Dobrogée, où leurs descendants vivent toujours) et furent remplacés par des Russes, des Ukrainiens et des Grecs pontiques dans ce qui devint alors la « Nouvelle Russie ».